# Fayette Station Road
La Fayette Station Road est une route américaine dans le comté de Fayette, en Virginie-Occidentale. Cette route touristique à sens unique est entièrement protégée au sein du parc national et réserve de New River Gorge. C'est la voie qu'on devait autrefois emprunter pour franchir la New River avant l'ouverture du New River Gorge Bridge.